# Westfield London
Westfield London – centrum handlowe położone w zachodnim Londynie, oddane do użytku 30 października 2008.

## Historia i charakterystyka
Budowa obiektu była nadzorowana przez przedsiębiorstwo Westfield Group i kosztowała 1,6 mld funtów. W momencie otwarcia było to największe w Londynie i trzecie co do wielkości w Wielkiej Brytanii centrum handlowo-usługowe, zajmując powierzchnię 150 000 m². W lutym 2010 w budynku otworzono też kino sieci Vue. We wrześniu 2011 w dzielnicy Stratford we wschodnim Londynie otworzono Westfield Stratford City.
W 2018 roku budynek został rozbudowany do wielkości 240 000 m², tym samym stając się największym tego typu obiektem w Europie. W pięciokondygnacyjnym budynku znajduje się aktualnie 320 sklepów, w tym takie marki jak House of Fraser, John Lewis, Marks & Spencer, Next, Primark, Waitrose, Apple, Bose, HMV, Boots, Bershka, Dorothy Perkins, Hollister Co., Mango, Reiss, Topshop, Zara i inne. W części obiektu o nazwie The Village swoje sklepy mają marki sprzedające dobra luksusowe, m.in. Gucci, Miu Miu, Mulberry, Tiffany & Co. i Versace. Westfield posiada też lokale gastronomiczne, takie jak Costa Coffee, Burger King, Five Guys czy Nando’s.

## Transport
Najbliższe stacje przy Westfield London to Wood Lane (linie Circle i Hammersmith & City londyńskiego metra) oraz Shepherd’s Bush (linia Central i Overground).